# Térfél
A térfél a különböző küzdősportágakban a játéktérnek a meghatározott része.
Térfélnek nevezik az asztaliteniszben is a hálóval kettéosztott asztal (a játékfelület) egyik részét is.

## A térfél meghatározása
A térfél úgy jön lére, hogy a játéktéren keresztül felezővonalat az oldalvonalak felezőpontjait összekötve, a kapuvonalakkal párhuzamosan vonalat húznak (felezővonal). Bármelyik térfelet tehát az alapvonal, a két oldalvonal és a felezővonal határolja.

## Térfélválasztás
Mivel a mérkőzés lefolytatása szempontjából (fontos kérdés, melyik csapat melyik térfélen kezd (stb., a térfélválasztás szablyait az egyes sportágak versenyszabályzatai határozzák meg.
A magyar labdarúgásban például a mérkőzés előtti, a játékvezető által végzett sorsoláskor a sorsoláson győztes csapat eldönti, hogy az első félidőben melyik kapura támadjon. A másik csapat végzi el a mérkőzés kezdőrúgását. A sorsoláson győztes csapat végzi el a második félidő kezdőrúgását. A mérkőzés második félidejére a csapatok térfelet cserélnek és a másik kapura támadnak.